# Sinogastromyzon hsiashiensis
Sinogastromyzon hsiashiensis är en fiskart som beskrevs av Fang, 1931. Sinogastromyzon hsiashiensis ingår i släktet Sinogastromyzon och familjen grönlingsfiskar. Inga underarter finns listade i Catalogue of Life.